# Évin-Malmaison
Évin-Malmaison is een gemeente in het Franse departement Pas-de-Calais (regio Hauts-de-France). De plaats maakt deel uit van het arrondissement Lens. Évin-Malmaison telde op 1 januari 2022 4.657 inwoners.

## Geografie
De oppervlakte van Évin-Malmaison bedroeg op 1 januari 2022 4,57 vierkante kilometer; de bevolkingsdichtheid was toen 1.019 inwoners per km².

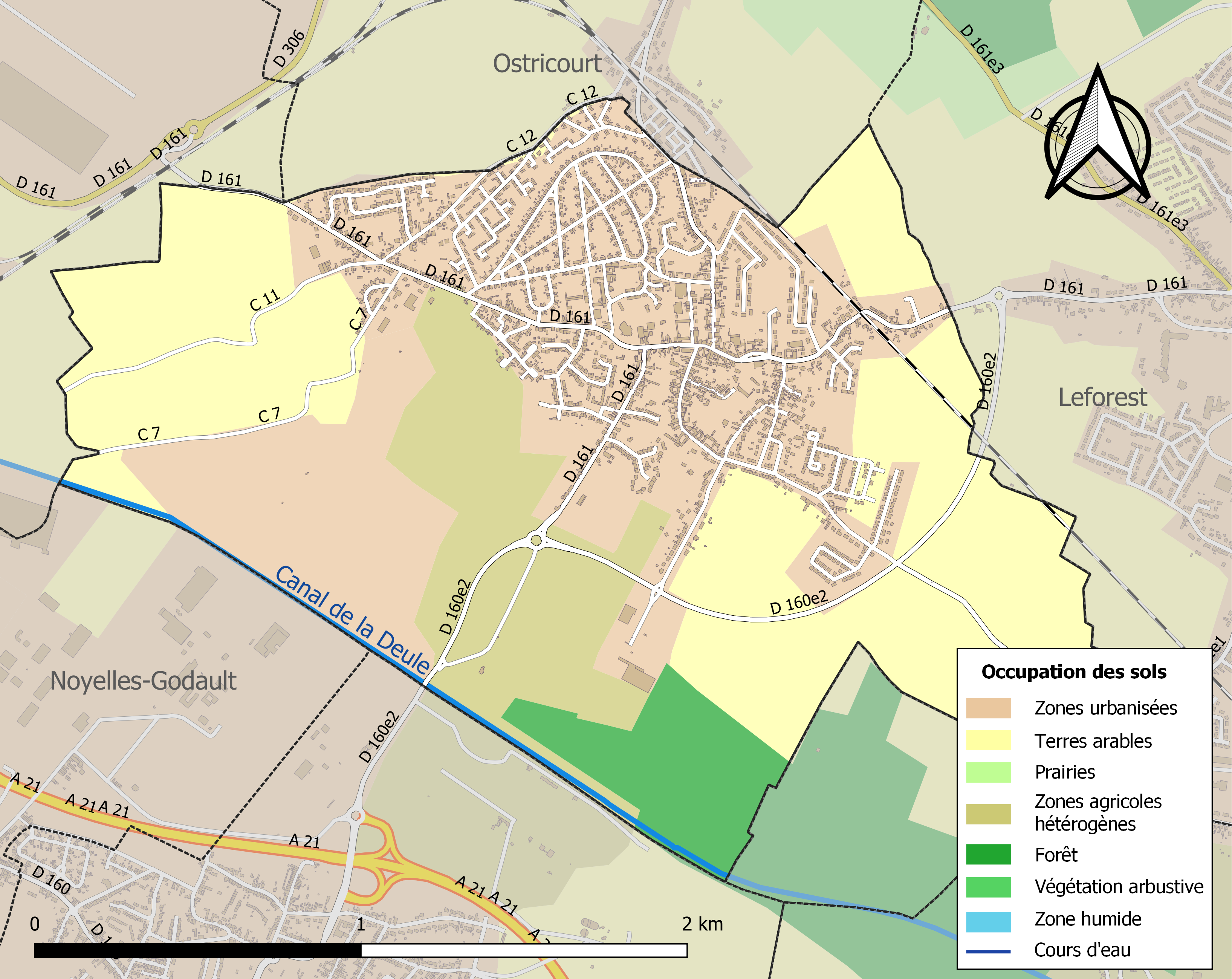
Kaart van de gemeente met belangrijkste infrastructuur, bodemgebruik en omliggende gemeenten

## Demografie
Onderstaande figuur toont het verloop van het inwonertal (bron: INSEE-tellingen).